# Lithophane somniculosa
Lithophane somniculosa là một loài bướm đêm trong họ Noctuidae.